# Kay Kendall
Kay Kendall (ur. 21 maja 1926 w Withernsea, zm. 6 września 1959 w Londynie) – angielska aktorka filmowa.

## Filmografia
- 1945: Waltz Time jako Lady
- 1951: Lady Godiva Rides Again jako Sylvia
- 1954: Lekarz domowy jako Isobel Minster
- 1957: Roztańczone dziewczyny jako Lady Sybil Wren

## Nagrody
Za rolę Lady Sybil Wren w filmie Roztańczone dziewczyny została uhonorowana nagrodą Złotego Globu.